# Chuck Pratt
Charles Marshall „Chuck“ Pratt (* 5. März 1939 in Kalifornien; † 16. Dezember 2000 in Sang Khom, Thailand) war ein US-amerikanischer Pionier des Bigwall-Kletterns im Yosemite-Nationalpark.

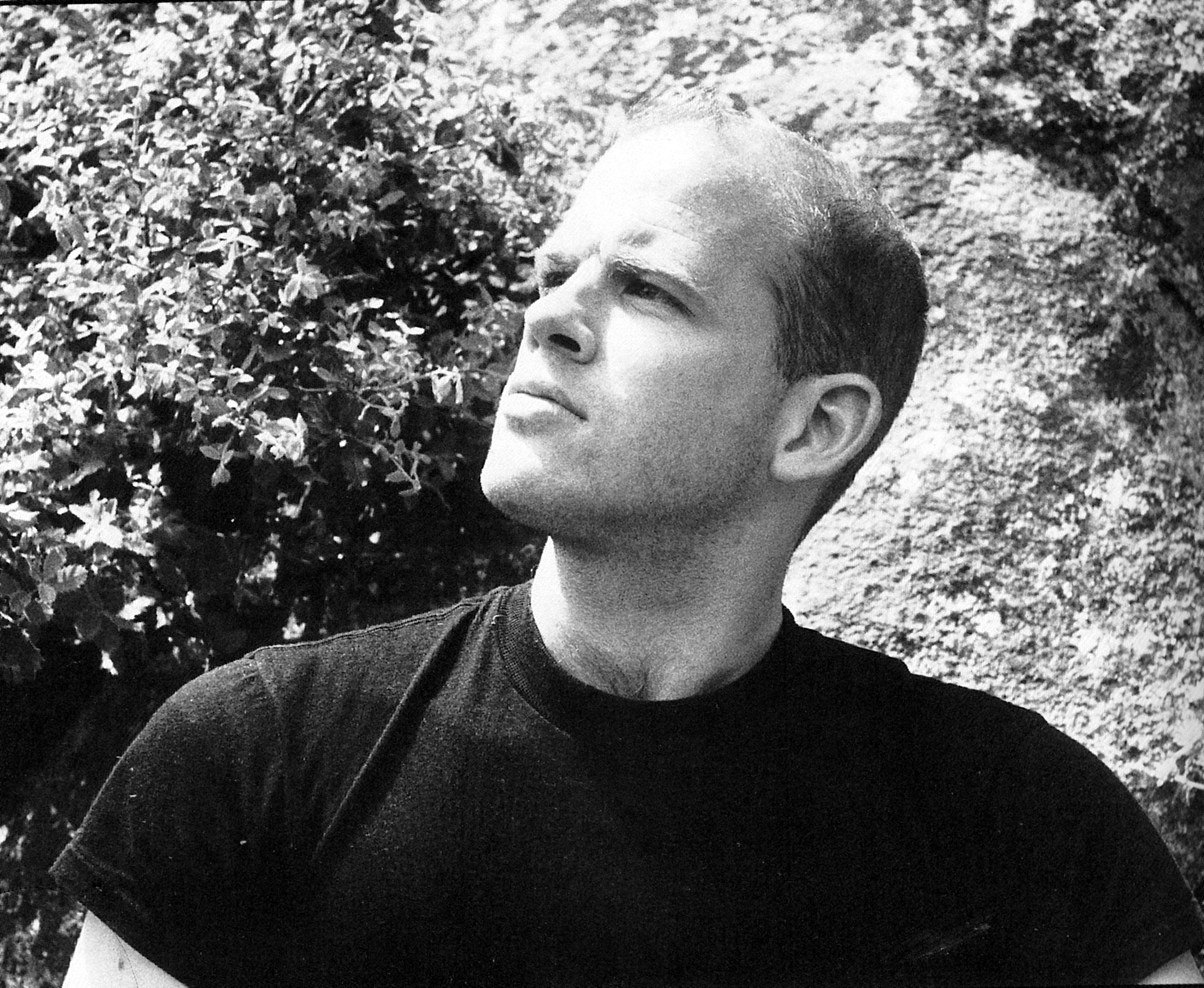
Chuck Pratt Anfang der 1960er Jahre

Pratt gelang 1958 mit Wally Reed die Erstbesteigung der Nordseite des Fairview Dome im Yosemite Park und 1959 der Ostseite des Washington Column (ebenfalls im Yosemite) mit Warren Harding und Glen Denny, und der Nordseite des Middle Cathedral Rock im Yosemite mit Bob Kamps und Steve Roper.
1960 war er im Team mit Royal Robbins, Tom Frost und Joe Fitschen bei der Zweitbesteigung von The Nose am El Capitan und September 1961 gelang ihm mit Robbins und Frost die Erstbegehung der Salathé Wand am El Capitan. Oktober 1964 gelang ihm mit Robbins, Frost, Pratt und Chouinard die Erstbegehung der „North American Wall“ am El Capitan, was neun Tage dauerte und die erste Route am El Capitan war, die ohne Abseilen in einem Durchgang geklettert wurde.

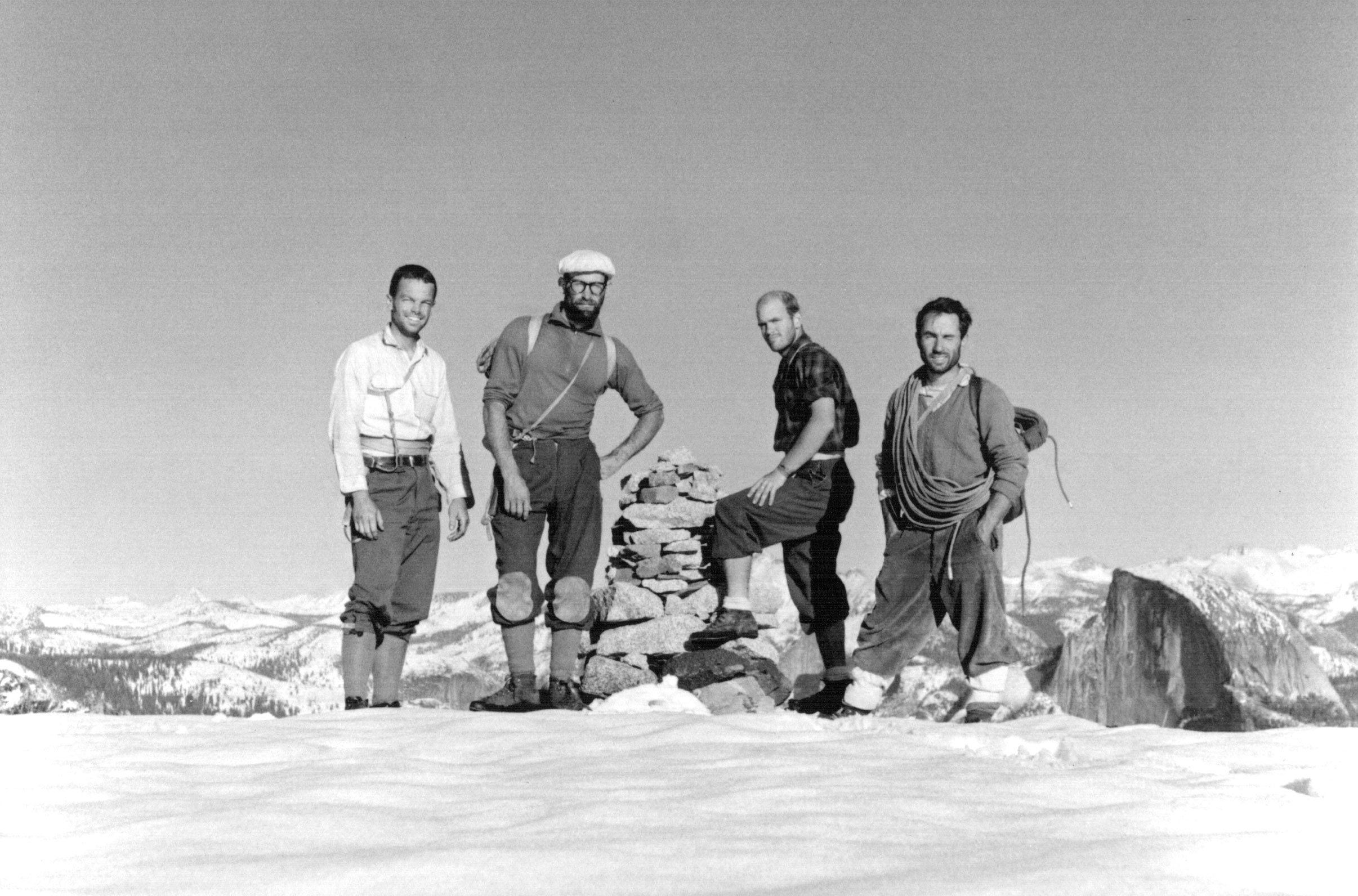
Auf dem Gipfel des El Capitan nach der Erstbegehung des North American Wall, 31. Oktober 1964. Von links: Tom Frost, Royal Robbins, Chuck Pratt, Yvon Chouinard

Er arbeitete später als Bergführer und unterrichtete Klettern in den Teton Ranges.